# Extended Play (Fleetwood Mac)
Extended Play è il primo e unico EP della rock band anglo-americana Fleetwood Mac, pubblicato in forma di download digitale dai membri stessi della band, senza la distribuzione di una casa discografica.
Uscito nel 2013, risulta essere la prima produzione di materiale inedito dai tempi di Say You Will, risalente al 2003.

## Tracce
1. Sad Angel (Lindsey Buckingham) – 3:53
2. Without You (Stevie Nicks) – 5:44
3. It Takes Time (Buckingham) – 4:01
4. Miss Fantasy (Buckingham) – 3:05

## Formazione
- Lindsey Buckingham - voce, chitarre, pianoforte, tastiere, programmazione
- Stevie Nicks - voce
- Mick Fleetwood - batteria, percussioni
- John McVie - basso